# Iseltwald
Iseltwald é uma comuna da Suíça, no Cantão Berna, com cerca de 398 habitantes. Estende-se por uma área de 21,85 km², de densidade populacional de 18 hab/km². Confina com as seguintes comunas: Bönigen, Brienz, Grindelwald, Gündlischwand, Lütschental, Niederried bei Interlaken, Oberried am Brienzersee.
A língua oficial nesta comuna é o Alemão.